# UFC 295
UFC 295: Procházka vs. Pereira（ユーエフシー・ツーナインティファイブ：プロハースカ・バーサス・ペレイラ）は、アメリカ合衆国の総合格闘技団体「UFC」の大会の一つ。2023年11月11日、ニューヨーク州ニューヨークマンハッタン区のマディソン・スクエア・ガーデンで開催された。

## 大会概要
本大会はイリー・プロハースカとアレックス・ペレイラによるUFC世界ライトヘビー級王座決定戦、セルゲイ・パブロビッチとトム・アスピナルによるUFC世界ヘビー級暫定王座決定戦が組まれた。

## 試合結果

### アーリープレリム
第1試合 147ポンド契約 5分3R
○  ジャマル・エマース vs.  デニス・ブズカ ×
1R 0:49 TKO（右ストレート→パウンド）
※エマースの体重超過によりフェザー級から変更。
第2試合 フライ級 5分3R
○  ジョシュア・ヴァン vs.  ケビン・ボルハス ×
3R終了 判定3-0（29-28、29-28、29-28）
第3試合 138ポンド契約 5分3R
○  ジョン・カスタネーダ vs.  カン・ギョンホ ×
3R終了 判定3-0（30-27、30-27、30-27）
第4試合 ライト級 5分3R
○  ジャレッド・ゴードン vs.  マルク・O・マドセン ×
1R 4:42 TKO（右フック→パウンド）

### プレリミナリーカード
第5試合 ウェルター級 5分3R
△  ナジム・サディコフ vs.  ヴィチェスラフ・ボルシェフ △
3R終了 判定1-0（29-28、28-28、28-28）
第6試合 158ポンド契約 5分3R
○  マテウシュ・レベツキ vs.  ルーズベルト・ロバーツ ×
1R 3:08 腕ひしぎ十字固め
※ロバーツの体重超過によりライト級から変更。
第7試合 女子ストロー級 5分3R
○  ルーピー・ゴディネス vs.  タバサ・リッチ ×
3R終了 判定3-0（27-30、29-28、29-28）
第8試合 フライ級 5分3R
○  スティーブ・エルセグ vs.  アレッサンドロ・コスタ ×
3R終了 判定3-0（29-28、29-28、29-28）

### メインカード
第9試合 フェザー級 5分3R
○  ディエゴ・ロペス vs.  パット・サバティーニ ×
1R 1:30 KO（右ストレート→パウンド）
第10試合 ライト級 5分3R
○  ブノワ・サン＝デニ vs.  マット・フレボラ ×
1R 1:31 KO（左ハイキック→パウンド）
第11試合 女子ストロー級 5分3R
○  ジェシカ・アンドラージ vs.  マッケンジー・ダーン ×
2R 3:15 TKO（右ストレート）
第12試合 UFC世界ヘビー級暫定王座決定戦 5分5R
○  トム・アスピナル vs.  セルゲイ・パブロビッチ ×
1R 1:09 KO（右ストレート→パウンド）
※アスピナルが王座獲得に成功。
第13試合 UFC世界ライトヘビー級王座決定戦 5分5R
○  アレックス・ペレイラ vs.  イリー・プロハースカ ×
2R 4:08 KO（肘打ち連打）
※ペレイラが王座獲得に成功。

### 各賞
ファイト・オブ・ザ・ナイト：ナジム・サディコフ vs. ヴィチェスラフ・ボルシェフ
パフォーマンス・オブ・ザ・ナイト：アレックス・ペレイラ、トム・アスピナル、ジェシカ・アンドラージ、ブノワ・サン＝デニ、ディエゴ・ロペス
各選手にはボーナスとして5万ドルが授与された。

### カード変更
負傷などによるカードの変更は以下の通り。